# Paradestraße (metropolitana di Berlino)
Paradestraße è una stazione della metropolitana di Berlino, sulla linea U6.